# NGC 577
NGC 577 је спирална галаксија у сазвежђу Кит која се налази на NGC листи објеката дубоког неба.
Деклинација објекта је - 1° 59' 39" а ректасцензија 1h 30m 40,6s. Привидна величина (магнитуда) објекта NGC 577 износи 13,0 а фотографска магнитуда 13,9. NGC 577 је још познат и под ознакама NGC 580, UGC 1080, MCG 0-4-165, CGCG 385-165, IRAS 01281-0215, PGC 5628.